# Листочкин, Владимир Иванович
Владимир Иванович Листочкин (14 августа 1924, Алатырь, Чувашская АО — 28 июля 1979, Свердловск) — советский игрок в хоккей с мячом и с шайбой, а также футболист. Чемпион СССР по хоккею с мячом, мастер спорта СССР.

## Биография
Занимался спортом с 13-летнего возраста в командах «Спартак» и «Локомотив» (Алатырь).
Участник Великой Отечественной войны, на фронте с 1943 года.
После окончания войны направлен в Свердловск. В футболе с 1946 по 1952 год играл за ОДО, становился обладателем Кубка (1950) и чемпионом (1951) РСФСР среди коллективов физкультуры, также выступал за клуб в классе «Б». В 1953—1954 годах выступал в классе «Б» за свердловский «Авангард».
В хоккее с шайбой выступал за свердловский «Дом офицеров» в высшей лиге в сезоне 1946/47.
В хоккее с мячом в составе ОДО/СКА (Свердловск) становился чемпионом (1950, 1953) и призёром чемпионата СССР. Мастер спорта СССР (1950).
Окончил заочно Омский институт физкультуры (1956). С 1956 года до конца жизни работал заведующим кафедрой физической культуры Уральской лесотехнического института, с 1977 года — доцент. Тренировал студенческие команды общества «Буревестник» по футболу и хоккею. При его участии в 1964 году построен спортивный комплекс УЛТИ. Подготовил нескольких мастеров спорта, призёров чемпионатов СССР и всесоюзных Универсиад. Возглавлял областную федерацию хоккея.
Награждён медалями «За боевые заслуги» (20.04.1953), «За победу над Германией в Великой Отечественной войне 1941—1945 гг.» (09.05.1945), «За доблестный труд в ознаменование 100-летия со дня рождения В. И. Ленина» и другими, нагрудным знаком «Отличник физической культуры и спорта», внесён в книгу почета Свердловского областного совета ДСО «Буревестник».
Скончался в Свердловске 28 июля 1979 года на 55-м году жизни.
Занесен в книгу памяти Министерства спорта Свердловской области под № 68. Кафедра физвоспитания УЛТИ с 1991 года носит его имя. Много лет в Екатеринбурге разыгрывался кубок по футболу его памяти среди высших учебных заведений.

## Личная жизнь
Отец, Иван Петрович, в предвоенные годы играл в футбол за «Локомотив» (Алатырь). Сын Виктор (1953—2008) играл в футбол за «Уралец» (Нижний Тагил) и команды КФК, затем судил матчи низших лиг и работал детским тренером.